# L'Abord-à-Plouffe
Pour les articles homonymes, voir Plouffe.

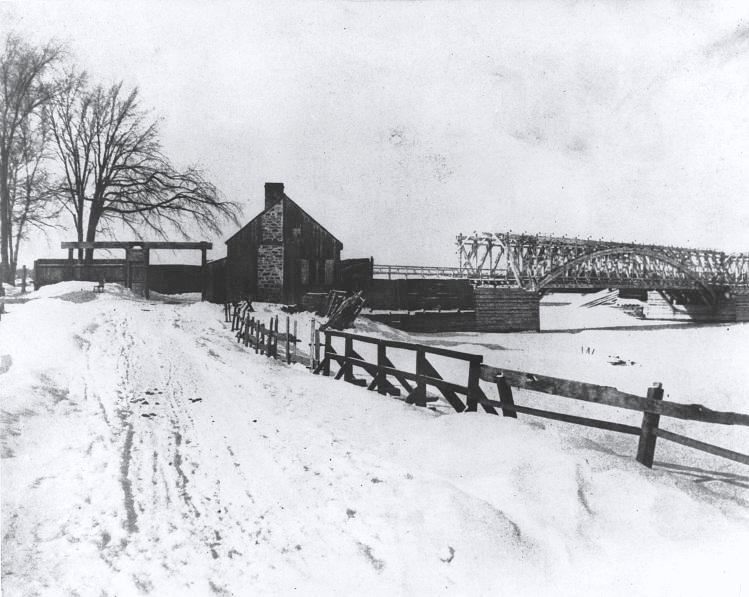
Pont à L'Abord-à-Plouffe, 1859

L'Abord-à-Plouffe est un ancien village québécois. Le 4 avril 1961, le village a été fusionné aux villes de Saint-Martin et de Renaud pour former la ville de Chomedey. Le 6 août 1965, la ville de Chomedey a été fusionnée avec les treize autres villes de l'île Jésus pour former la ville de Laval.
Le nom L'Abord-à-Plouffe provient du nom de famille de François Plouffe qui exploitait, en 1801, une barge à bord de laquelle il était possible de relier l'Île Jésus à l'Île de Montréal. En 1834, Pascal Persillier dit Lachapelle fait construire à cet endroit un pont couvert. Il sert de voie d'accès à la rive nord, notamment pour l'omnibus à cheval qui relie Montréal à Saint-Eustache.
L'endroit servait aux cageux qui y faisaient escale avant de faire franchir leur radeaux de billots de bois sur les rapides de Gros-Sault. Ce transfert sera en vigueur jusqu'en 1880 quand le chemin de fer rendra inutile cette opération risquée.
L'Abord-à-Plouffe désigne aujourd'hui un secteur résidentiel.
L'Abord-à-Plouffe était situé au sud du boulevard Notre-Dame actuel, à l'ouest du complexe résidentiel Bellerive sur le boulevard Lévesque Ouest ainsi qu'à l'est de l'Havre-des-îles au nord de la rivière des Prairies